# Punta de Carretera
Punta de Carretera é uma localidade uruguaia do departamento de Tacuarembó, na zona nordeste do departamento, próximo ao Bañado de los Cinco Sauces. Está situada a 86 km da cidade de Tacuarembó, capital do departamento.

## População
Segundo o censo de 2011 a localidade contava com uma população de 110 habitantes.
| Variação demográfica do município entre 2004 e 2011 |
|                                                     |

## Geografia
Punta de Carretera se situa próxima das seguintes localidades: ao norte, Pueblo de Barro, a sudoeste, Rincón de Pereira, ao sul, Las Toscas de Caraguatá e ao nordeste, Puntas de Cinco Sauces .

## Autoridades
A localidade é subordinada diretamente ao departamento de Tacuarembó, não sendo parte de nenhum município tacuaremboense.

## Transporte
A localidade possui a seguinte rodovia:
- Ruta 26, que liga o município de Río Branco (Departamento de Cerro Largo) - Ponte Internacional Barão de Mauá / Jaguarão (Rio Grande do Sul) e a (BR-116 - à cidade de Lorenzo Geyres (Departamento de Paysandú).  [7][8][9]